# Sabine Dittrich

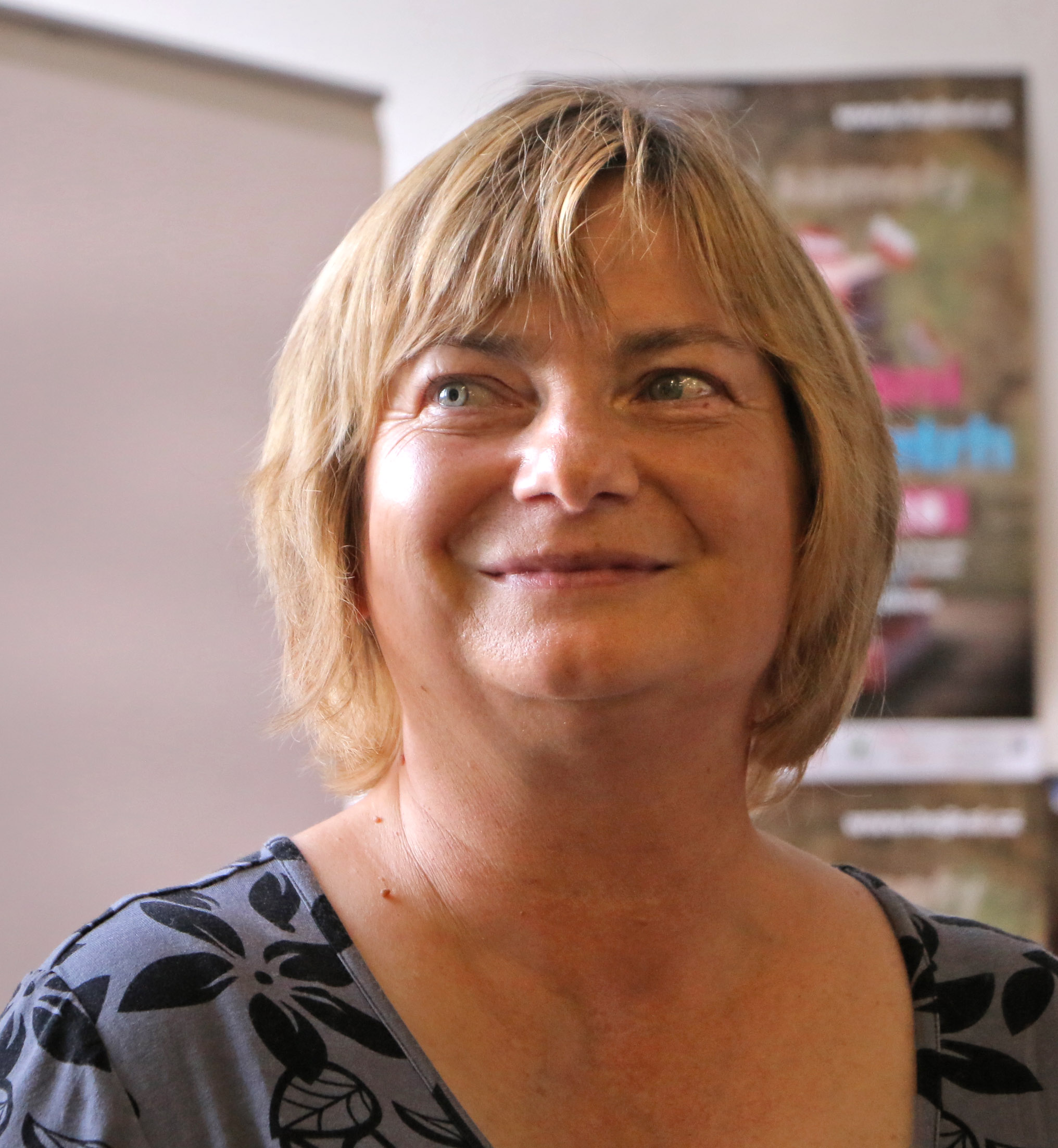
Sabine Dittrich (2018)

Sabine Dittrich (* 1962 in Pforzheim) ist eine deutsche Autorin von Fach- und belletristischer Literatur.

## Leben
Nach dem Abitur begann Sabine Dittrich eine Lehre als Steuerfachangestellte. Ab 1985 arbeitete sie etwa zehn Jahre auf diesem Gebiet in Oberfranken und Sachsen. Mitte der 1990er Jahre lehrte sie Steuerrecht und Rechnungswesen in der Erwachsenenbildung bei verschiedenen Bildungsträgern und der IHK. Berufsbegleitend absolvierte Sabine Dittrich einen Weiterbildungsstudiengang an der Justus-Liebig-Universität Gießen zum selbstsorgenden Lernen. Während der Dozenten-Tätigkeit verfasste sie mehrere Fachbücher zur Prüfungsvorbereitung für Steuerfachangestellte.
2006 übernahm Sabine Dittrich die Buchhandlung Grau & Cie in Hof und führte diese bis 2015. Daneben widmete sie sich der Belletristik und verfasste die Romane Erben des Schweigens, Im Schatten der Verschwörung und Tage der Wahrheit. 2017 brachte sie Přemysl Pitters Autobiografie Unter dem Rad der Geschichte in einer neu bearbeiten Fassung heraus.
Ihr Erstlingswerk Erben des Schweigens wurde ins Tschechische und ins Esperanto übersetzt.
2018 wurde sie Mitglied des Internationalen P.E.N. Clubs/Czech Centre of International – P.E.N. Prag.

## Publikationen
- Mit Ilse Jürgenliemk, Prüfungstraining für Steuerfachangestellte – Steuerlehre. Gabler Verlag, Wiesbaden 2001. ISBN 978-3-40921-757-6.
- Mit Ilse Jürgenliemk, Prüfungstraining für Steuerfachangestellte – Rechnungswesen. Gabler Verlag, Wiesbaden 2003. ISBN 978-3-40912-062-3.
- Prüfungstraining für Steuerfachangestellte – Mandantenorientierte Sachbearbeitung. Gabler Verlag, Wiesbaden 2003. ISBN 978-3-40912-398-3.
- Erben des Schweigens. Neufeld Verlag, Schwarzenfeld 2013. ISBN 978-3-86256-042-4.
- Sprachlos. in: Andi Weiss (Hrsg.), ... da hast Du mich getragen – Wahre Mutmachgeschichten, die das Herz bewegen. Gerth Medien, Asslar 2014. ISBN 978-3-86591-975-5
- Im Schatten der Verschwörung – Liebe und Verrat in Zeiten der Reformation. Neufeld Verlag, Schwarzenfeld 2015. ISBN 978-3-86256-062-2
- Tage der Wahrheit. Neufeld Verlag, Schwarzenfeld 2017. ISBN 978-3-86256-081-3.
- Přemysl Pitter: Unter dem Rad der Geschichte – Autobiografie. neu bearbeitet von Sabine Dittrich, Neufeld Verlag, Schwarzenfeld 2017. ISBN 978-3-86256-083-7.
- 24 Seelenwärmer im Advent. Neufeld Verlag, Cuxhaven 2019 ISBN 978-3-86256-155-1.
- Woher der Wind weht. Anthologie des Autoren Verbandes Franken e.V. Schaeff-Scheefen-Literaturpreis 2021 (Hrsg. N. Autenrieth + G.Goldmann) ISBN 978-3-86963-931-4.